# Expedició 61
L'Expedició 61 fou la 61a expedició a l'Estació Espacial Internacional, va començar el 3 d'octubre de 2019 amb el desacoblament de la nau Soiuz MS-12. L'Expedició fou comandada per l'astronauta de l'ESA Luca Parmitano, qui va esdevenir el tercer astronauta europeu i el primer italià en comandar l'EEI. Parmitano, juntament amb els companys de la Soiuz MS-13 Aleksandr Skvortsov i Andrew Morgan i amb Christina Koch de la Soiuz MS-12, van ser transferits de l'Expedició 60. Posteriorment es van afegir Oleg Skripochka i Jessica Meir, llançats el 25 de setembre de 2019 a bord Soiuz MS-15.

## Tripulació
| Posició           | Membre de tripulació                         |
| ----------------- | -------------------------------------------- |
| Comandant         | Luca Parmitano, ESA Segon vol espacial       |
| Enginyer de vol 1 | Aleksandr Skvortsov, RSA Tercer vol espacial |
| Enginyer de vol 2 | Andrew Morgan, NASA Primer vol espacial      |
| Enginyer de vol 3 | Christina Koch, NASA Primer vol espacial     |
| Enginyer de vol 4 | Oleg Skrípotxka, RSA Tercer vol espacial     |
| Enginyer de vol 5 | Jessica Meir, NASA Primer vol espacial       |

## EVA's
La tripulació de l'Expedició 61 va realitzar nou EVA's, el major nombre en la història de l'EEI.
Quatre EVA's van servir per reparar l'Alfa Espectròmetre Magnètic. Les reparacions van ser dirigides per l'astronauta de l'ESA Luca Parmitano i l'astronauta de la NASA Andrew Morgan. Tots dos van ser assistits pels astronautes de NASA Christina Koch i Jessica Meir operant el Canadarm2, el braç robòtic de l'Estació.
Diversos EVA's van servir per la reparació i millora de les bateries de l'EEI. El 18 d'octubre de 2019 Christina Koch i Jessica Meir van realitzar la primera EVA íntegrament femenina de l'historia.

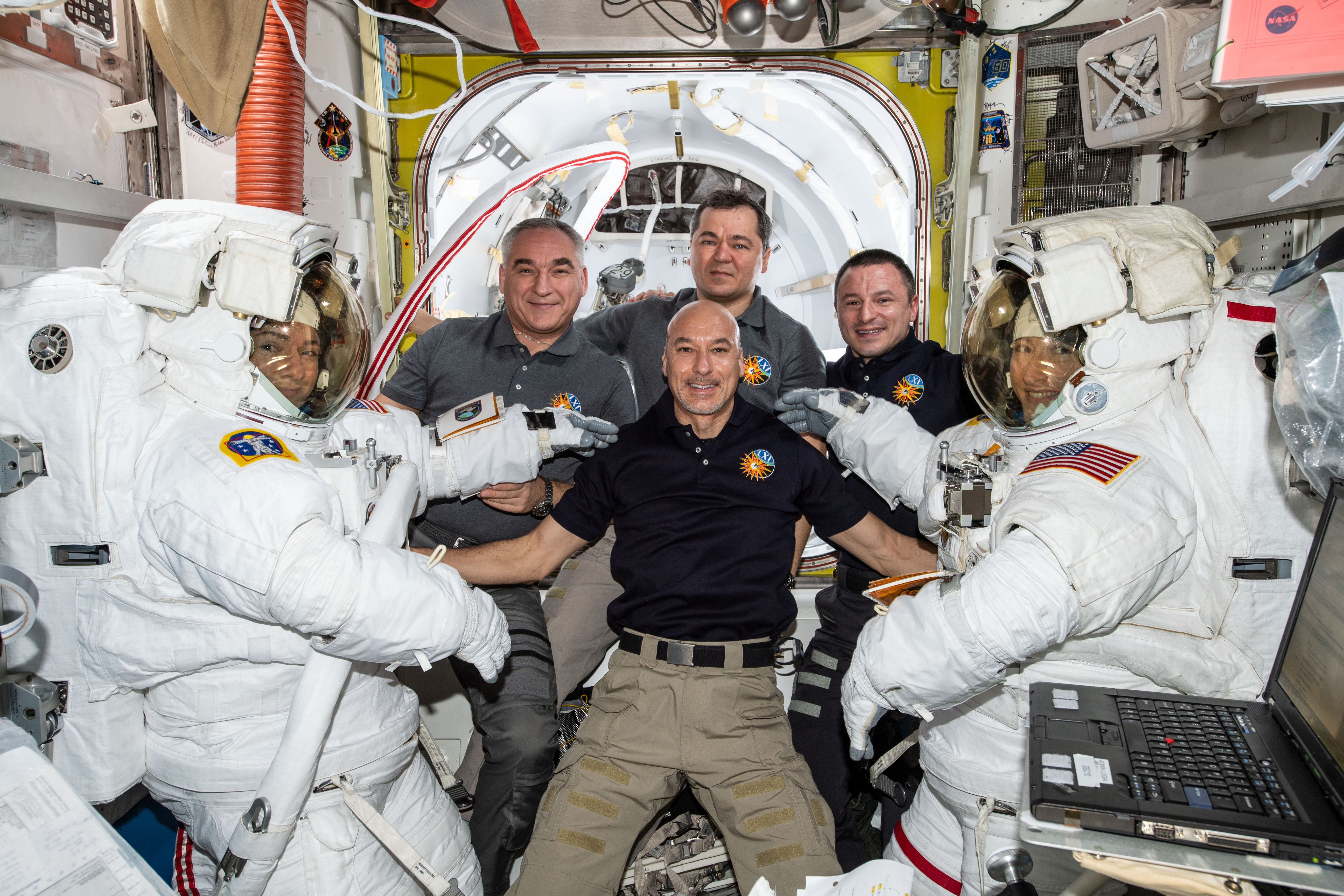
Jessica Meir (esquerre) i Christina Koch (dreta) abans del passeig espacial, (darrera, d'esquerra a dreta) Aleksandr Skvortsov, Luca Parmitano (Comandant), Oleg Skrípotxka, i Andrew Morgan